# Gulfstream G100

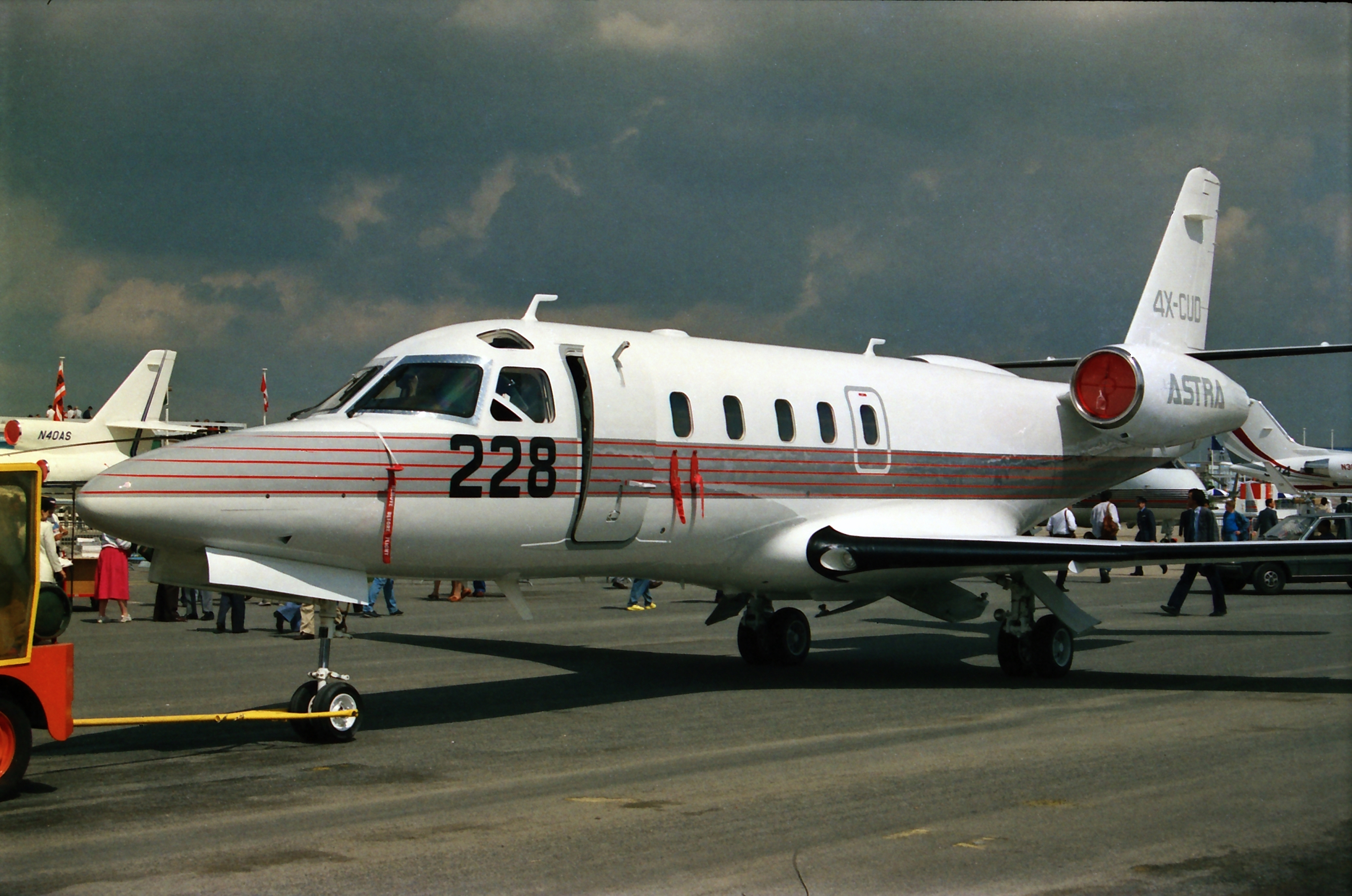
IAI Astra op de Paris Air Show in 1988

De  Gulfstream G100, oorspronkelijk de  IAI 1125 Astra, is een tweemotorige laagdekker turbofan zakenjet, ontwikkeld en geproduceerd door Israel Aircraft Industries (IAI). Het vliegtuig is geschikt voor 6-9 passagiers. De eerste vlucht vond plaats op 19 maart 1984. Uit de Gulfstream G100 ontstond de Gulfstream G150, welke in 2002 op de markt kwam. Van de Astra en G100 zijn totaal 145 exemplaren geproduceerd.

## Ontwerp en historie
Israel Aircraft Industries (IAI) ontwikkelde de 1125 Astra uit de IAI Westwind zakenjet. De eerste Astra’s werden geleverd vanaf 1986. De Astra werd in 1989 opgevolgd door de Astra SP en in 1994 door de Astra SPX. In 2002 werd deze laatste, nadat het Astra-programma was overgenomen door Gulfstream Aerospace, omgedoopt tot Gulfstream G100.
Vervolgens werd de G100 opgevolgd door de G150 met een grotere romp en krachtiger motoren.

### Gulfstream G200
In de jaren 1990 werd door IAI parallel aan het Astra SP/G100 programma nog gewerkt aan een ander nieuw zakenvliegtuig, de IAI Galaxy. Een gemodificeerde Astra-vleugel werd samengevoegd met een geheel nieuw ontworpen bredere en langere romp, hetgeen resulteerde in de Galaxy die later werd omgedoopt tot Gulfstream G200.

## Varianten
IAI 1125 AstraOriginele versie met twee Garrett TFE731-3A-200G turbofans met elk 16,46 kN stuwkracht. De eerste leveringen begonnen in 1986.
IAI 1125 Astra SPVersie uit 1989 met 53 km groter vliegbereik, verbeterde avionics en vernieuwd interieur.
IAI 1125 Astra SPXKrachtiger 18,90 kN stuwkracht Honeywell TFE-731-40R-200G motoren en winglets. Eerste vlucht vond plaats in 1994.
Gulfstream G100Nieuwe naam van de IAI 1125 Astra nadat het Astra programma was overgenomen door Gulfstream Aerospace in 2001.